# Dmitri Wassiljewitsch Uchtomski
Fürst Dmitri Wassiljewitsch Uchtomski (russisch Дмитрий Васильевич Ухтомский; * 1719 in Semjonowskoje, heutige Oblast Jaroslawl; † 4. Oktoberjul. / 15. Oktober 1774greg. in Dubki, Ujesd Odojew) war ein russischer Architekt des Barock.

## Leben
Uchtomski stammte aus einer Rurikidenfamilie und war ein direkter Nachkomme Juri Dolgorukis. Sein Vater Wassili Grigorjewitsch Uchtomski war Soldat im Semjonowskoje-Leibgarderegiment und wurde 1727 Korporal im Nischni Nowgorod-Infanterie-Regiment. Seine Mutter war Irina Jakowlewna Tschirikowa. 1731 wurde der zwölfjährige Uchtomski nach Moskau auf die Schule für Mathematik und Nautik geschickt. Dort zeigte sich allerdings seine Begabung für Architektur, so dass er nach dem Schulabschluss 1733 in die Architektenmannschaft Iwan Fjodorowitsch Mitschurins aufgenommen wurde. Mitschurin lehrte seine Studenten Zeichenkunst, Arithmetik, Theorie der Säulenordnung und verteilte praktische Übungsaufgaben. Von 1738 bis 1770 war er immer wieder im Dreifaltigkeitskloster von Sergijew Possad tätig.
1742 wechselte Uchtomski zu Iwan Kusmitsch Korobow, der ihm die Leitung seines Architekturbüros übertrug. Für die Krönung Elisabeths 1742 baute er zahlreiche Triumphtore und Pavillons. 1744 erhielt er die Ernennung zum Architekten des Staates im Range eines Kapitans. Uchtomski baute die Basmannaja Sloboda auf. Dort baute er 1745–1751 die Nikita-Mutschenik-Kirche. 1748 und 1752 erarbeitete er Pläne für den Aufbau von durch Feuer zerstörte Stadtgebiete, die ersten Generalpläne Moskaus. 1749/1750 baute er die Sergius-von-Radonesch-Kirche am Krapiwenski Pereulok um. 1749 bis 1768 war am Bau des Alexei Petrowitsch Bestuschew-Rjumin-Stadtpalais beteiligt (nicht erhalten). 1749 gründete er die Hofschule, aus der die Moskauer Hochschule für Malerei, Bildhauerei und Architektur entstand. Absolventen der Hofschule waren Matwei Fjodorowitsch Kasakow, Iwan Jegorowitsch Starow und Alexander Filippowitsch Kokorinow.
In den 1750er Jahren leitete Uchtomski den Umbau und die Restaurierung des Moskauer Kremls. 1750 bis 1755 schuf er die Pachomi-Kirche im Wyssoko-Petrowski-Kloster. 1751 bis 1759 schloss er den Bau der Nikolaus-Kirche am 2. Rauschski Pereulok ab. 1752 bis 1769 erfolgte der Bau des Apraxin-Stadtpalais. 1753 bis 1757 baute er das damalige Triumphtor nahe der Basmannaja Sloboda am heutigen Gartenring in das prächtige Rote Tor um, das 1927 abgerissen wurde. Heute steht dort das Hochhaus an der Ploschtschad Krasnyje Worota (Platz des Roten Tores), eine der Sieben Schwestern. 1756 bis 1758 baute er die Papst-Clemens-Kirche und den Glockenturm an der Pjatnizkaja Uliza. 1758 bis 1761 errichtete er den Glockenturm des Chutyn-Klosters am Wolchow bei Nowgorod. 1754 bis 1761 führte er in Moskau das Projekt zum Bau des Dreibogen-Kusnezki-Most über die Neglinnaja durch als Ersatz für eine alte Einbogenbrücke. 1818 bis 1819 wurde die Neglinnaja durch einen unterirdischen Kanal geleitet und die Brücke mit Erde verfüllt und abgedeckt. Viele von Uchtomskis Bauten wurden durch Feuer zerstört.
1760 wurde Uchtomski durch Intrigen seiner Neider wegen angeblicher Veruntreuung aus dem Dienst entlassen, und seine Schule wurde 1764 geschlossen. Obwohl vor Gericht seine Unschuld festgestellt wurde, verließ er 1767 Moskau und zog sich auf seinen Landsitz Archangelskoje-Dubki zurück.

## Werke

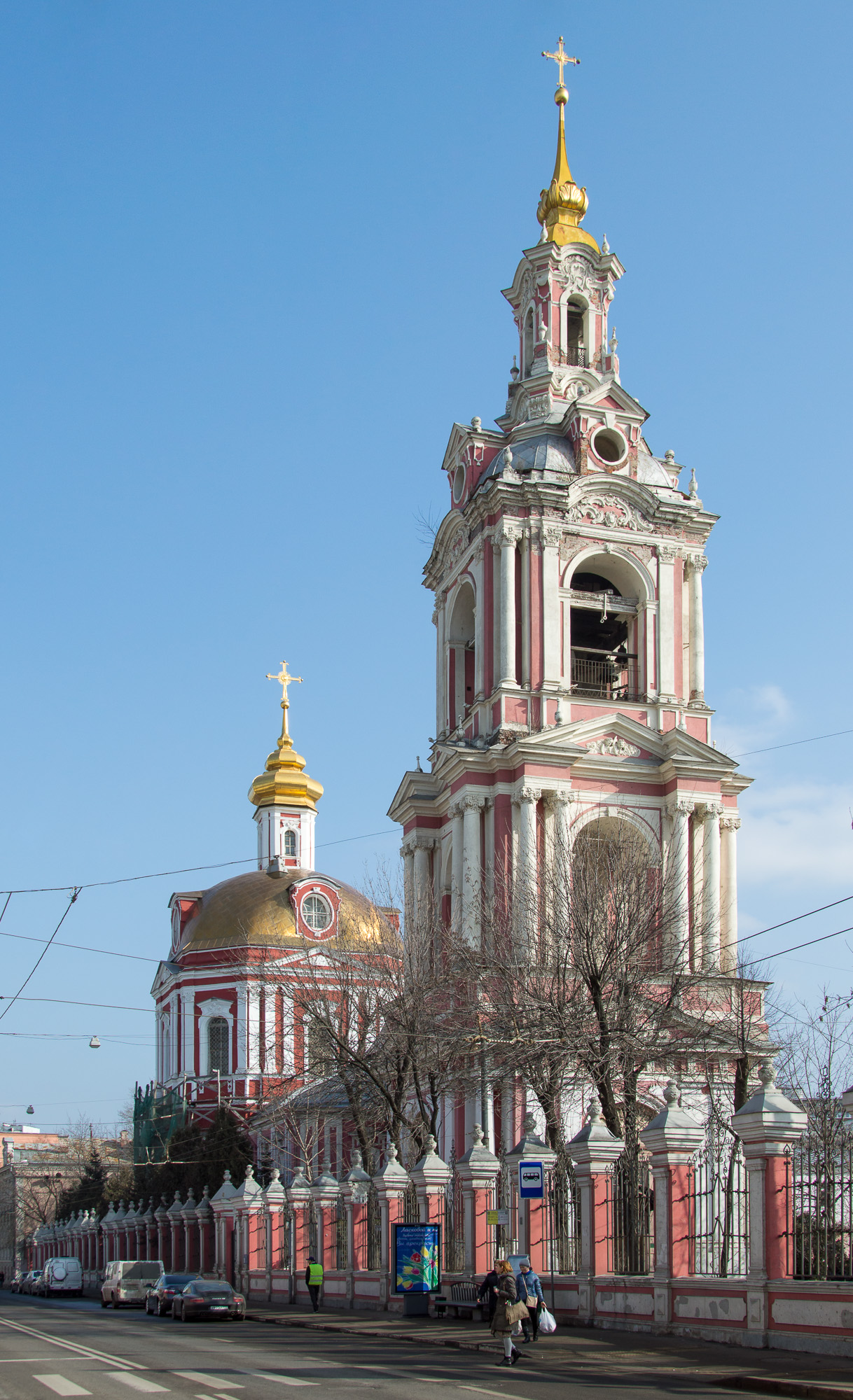
Nikita-Mutschenik-Kirche, Moskau
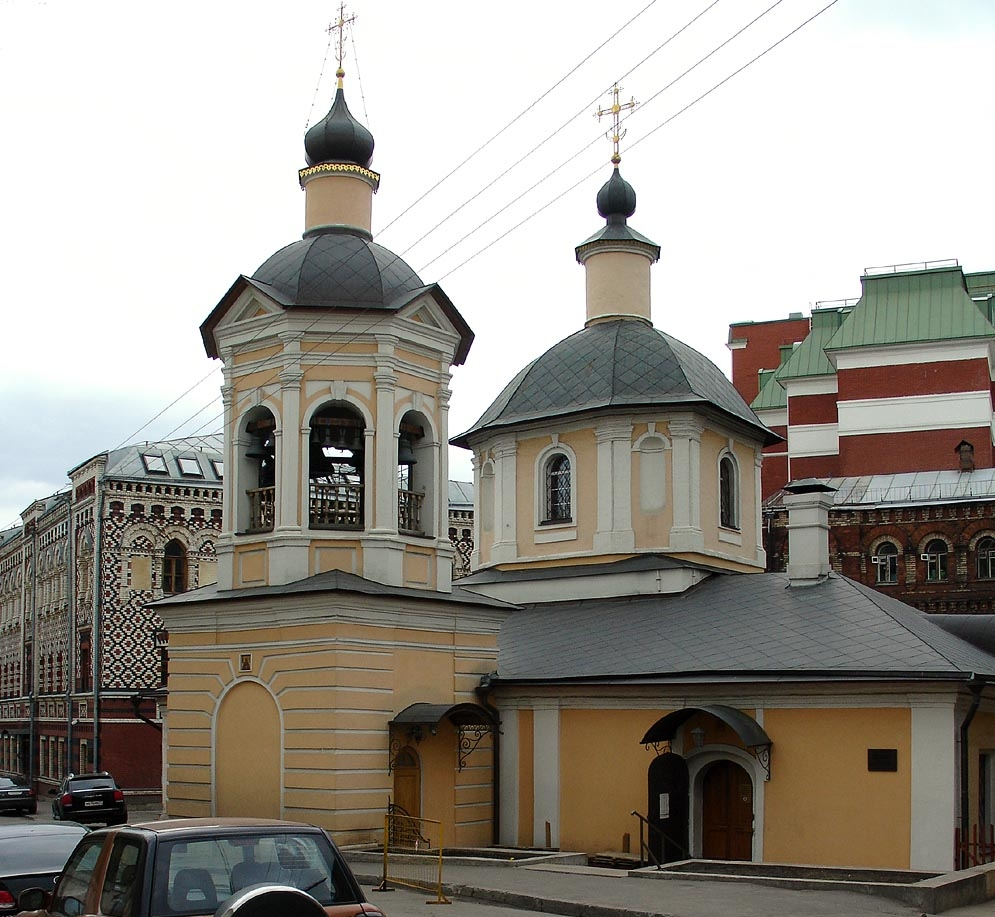
Sergius von Radonesch-Kirche, Moskau
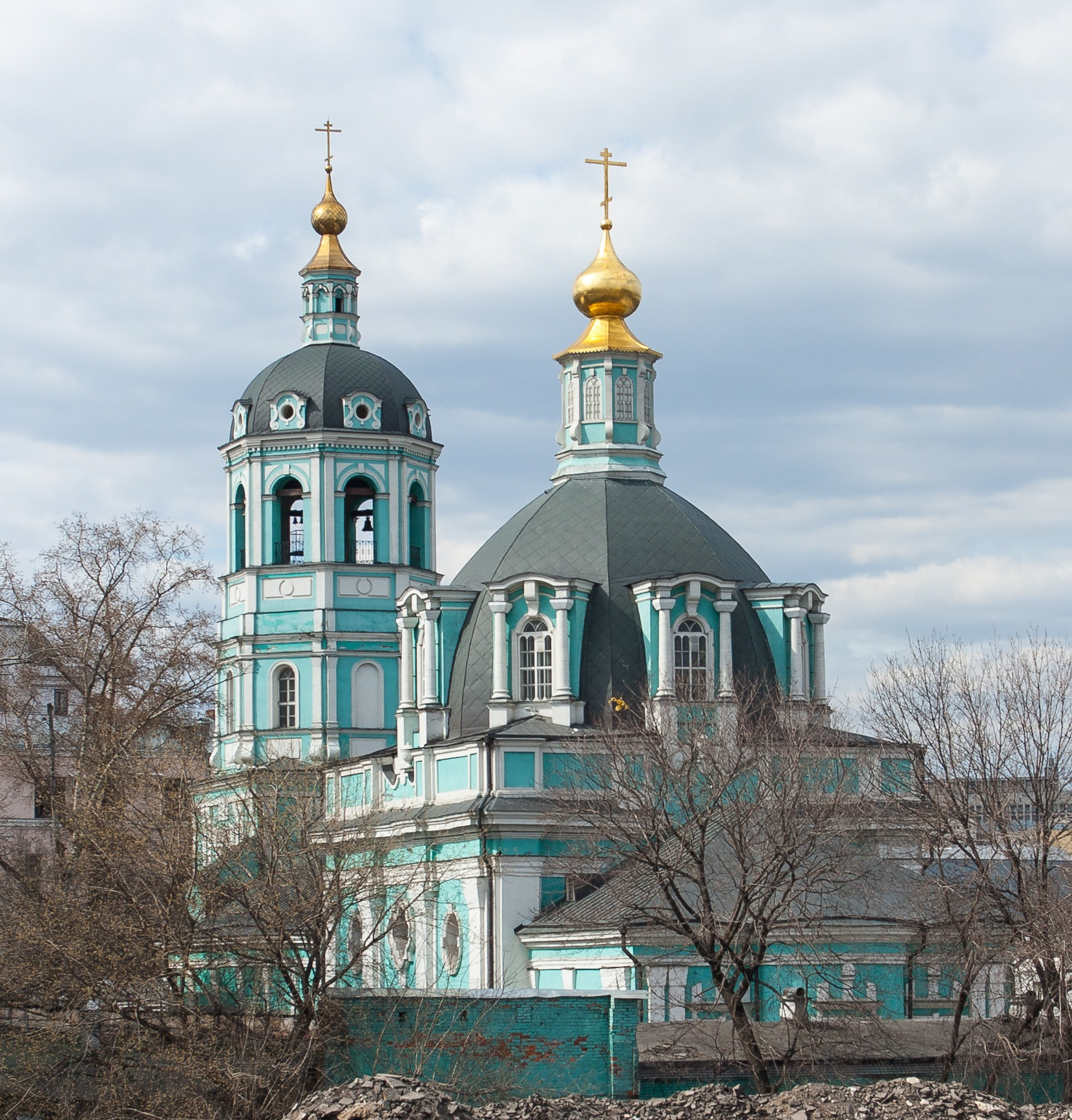
Nikolaus-Kirche, Moskau
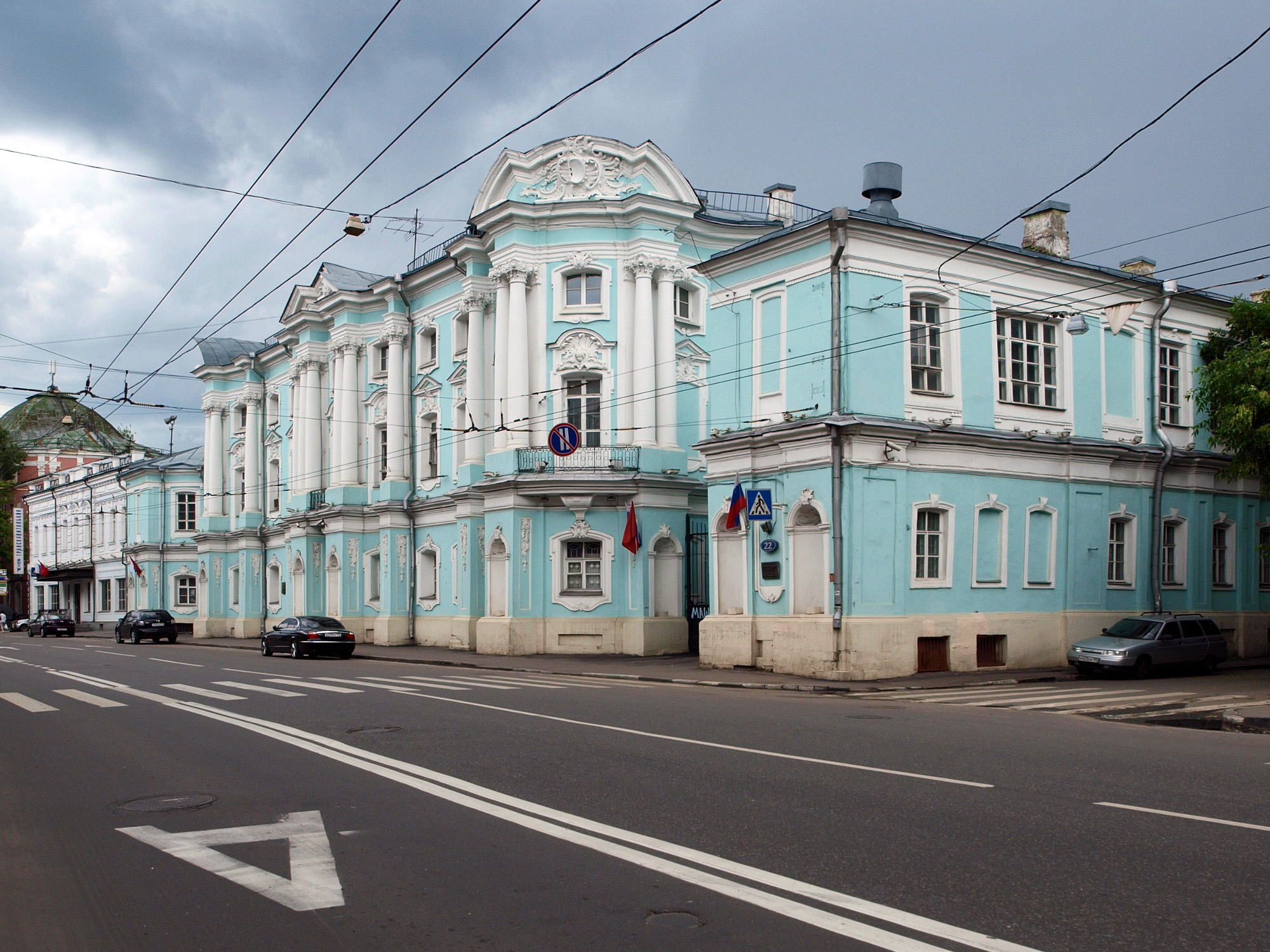
Apraxin-Stadtpalais, Moskau
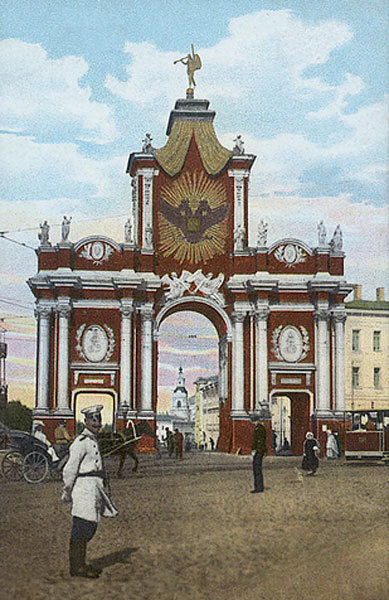
Rotes Tor, Moskau
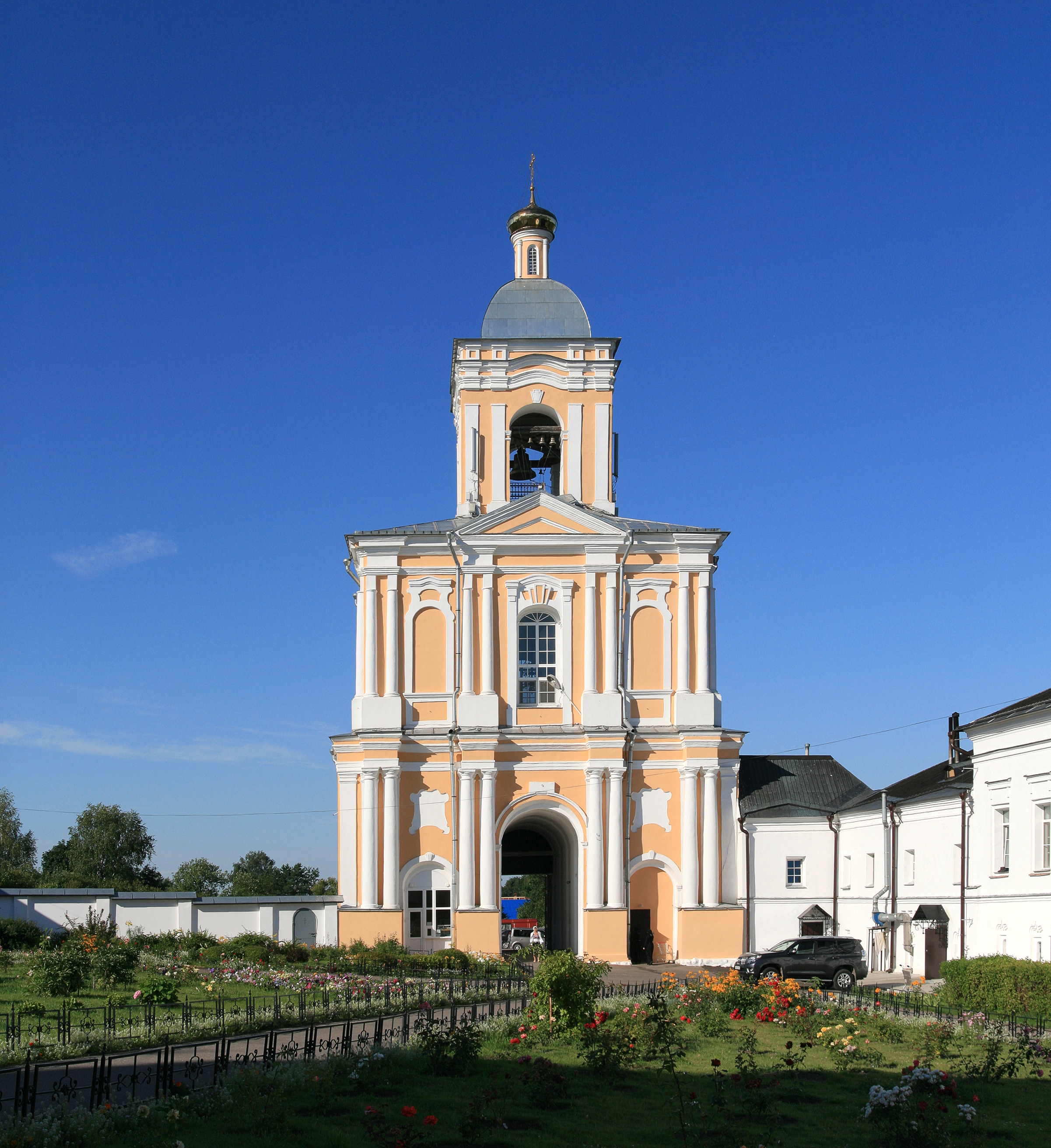
Glockenturm des Chutyn-Klosters, Nowgorod
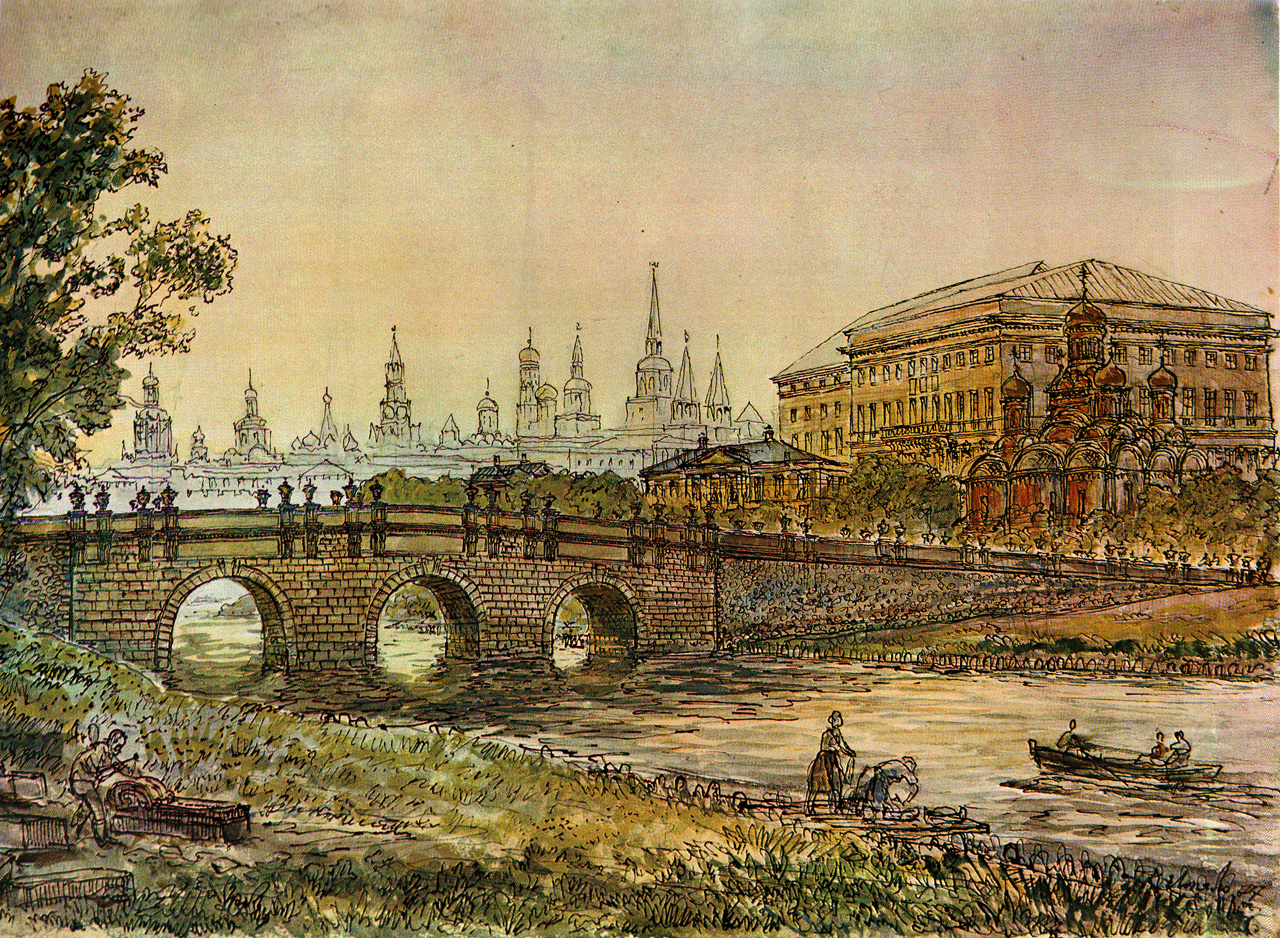
Kusnezki-Most, Moskau